# Административно деление на Судан
Република Судан е разделен на 15 провинции, от които две имат статут и на окръзи. Провинциите са:

## Провинции
- Регион Сини Нил
  - Ал Джазира
  - Сини Нил
  - Сенар
  - Бели Нил
- Регион Дарфур
  - Северен Дарфур
  - Южен Дарфур
  - Западен Дарфур
- Регион Касала
  - Касала
  - Ал Кадариф
  - Червено море
- Регион Хартум
  - Хартум
- Регион Курдуфан
  - Северен Курдуфан
  - Южен Курдуфан
- Северен регион
  - Северна провинция
  - Река Нил (провинция)